# Bataille de Peebles's Farm
Guerre de Sécession
Batailles
Campagne de Richmond-Petersburg
- 1re Petersburg
- 2e Petersburg
- Jerusalem Plank Road
- Raid de Wilson–Kautz
- Stauton River Bridge
- Sappony Church
- 1re Ream's Station
- 1re Deep Bottom
- Cratère
- 2e Deep Bottom
- Globe Tavern
- 2e Ream's Station
- Raid de Beefsteak
- Chaffin's Farm
- Peebles' Farm
- Vaughan Road
- Darbytown & New Market Roads
- Darbytown Road
- Fair Oaks & Darbytown Road
- Boydton Plank Road
- Bataille de Trent's Reach
- Hatcher's Run
- Fort Stedman

La bataille de Peebles's Farm (ou Poplar Springs Church) est la partie occidentale de l'offensive simultanée de l'Union contre les ouvrages confédérés gardant Petersburg et Richmond, en Virginie, pendant le siège de Petersburg lors de la guerre de Sécession.

## Contexte
En septembre 1864, le lieutenant général de l'Union Ulysses S. Grant planifie des attaques simultanées contre les deux flancs de l'armée confédérée du général Robert E. Lee. L'attaque orientale sera menée par l'armée de la James sous les ordres du major général Benjamin Butler contre les ouvrages confédérées à Chaffin's Farm. L'attaque occidentale est effectuée par le Ve corps de l'Union sous les ordres du major général Gouverneur K. Warren et une division de cavalerie sous les ordres du brigadier général David McM. Gregg avec des unités du IXe corps et le IIe corps en soutien.

## Bataille

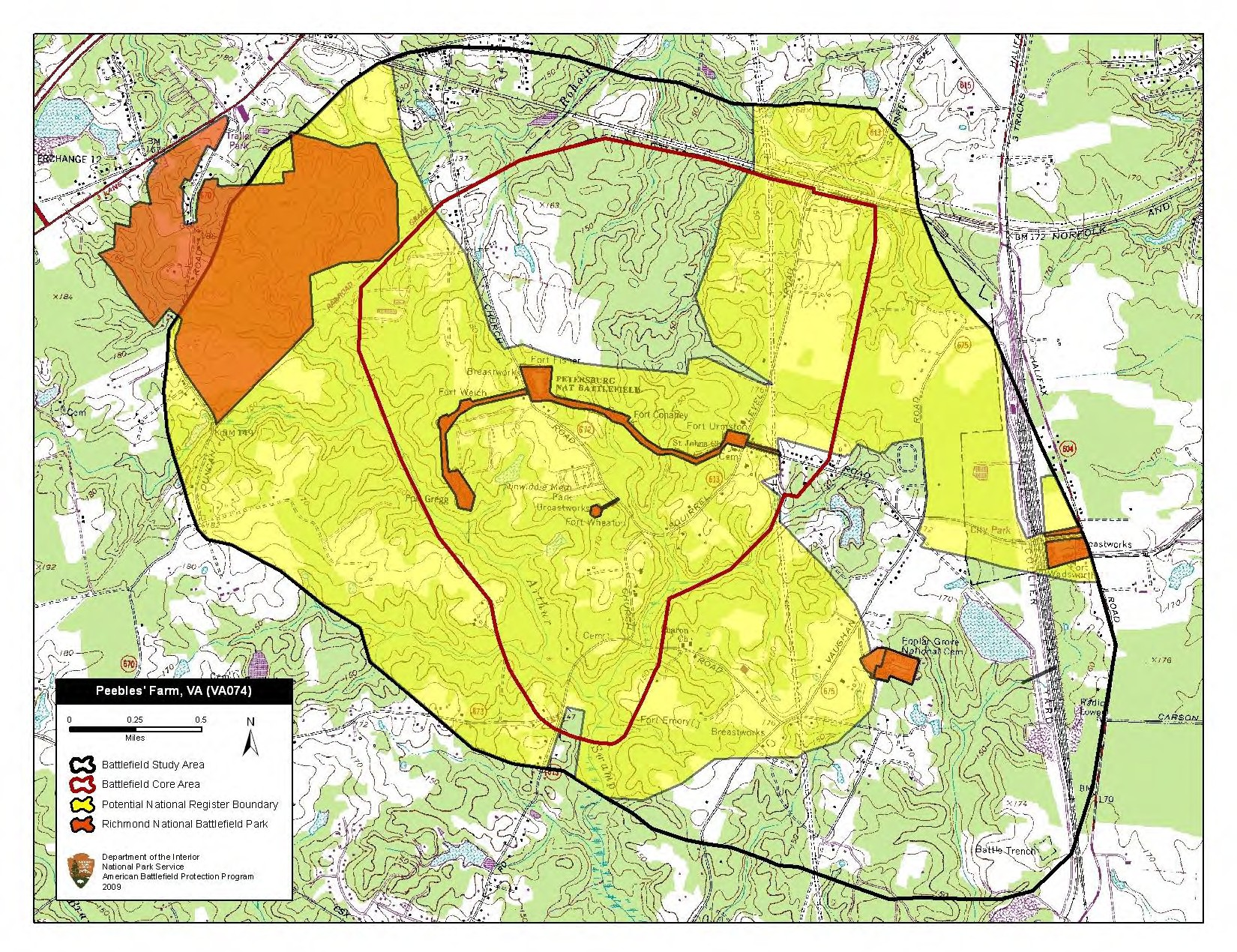
Carte du champ de bataille de Peebles' Farm et des zones d'étude par le programme de protection des champs de bataille américains.

Grant donne deux directives à Warren. En premier, il doit attaquer l'extrémité opposée de la ligne de Lee afin de soulager la pression sur le fort Harrison, que les forces de Butler ont capturé et tenir face aux contre-attaques. La deuxième est de tirer profit du retrait des unités de Lee sur sa droite pour reprendre le fort Harrison. L'attaque de Warren vise les fortifications qui gardent Boydton Plank Road et qui sont utilisées pour transporter des fournitures dans Petersburg en provenance de la tête de ligne ferroviaire confédérée à Stony Creek vers le sud. Cette ligne est étendue pour atteindre les environs du flanc de l'Union à Globe Tavern. Pendant que les lignes sont en cours de construction, une ligne temporaire court le long de Squirrel Level Road. Le 30 septembre, le même jour où Lee tente de reprendre le fort Harrison, Warren et Gregg commencent à marcher le long de Poplar Springs Road vers la ligne de Squirrel Level dans la région de Peebles's Farm et de Poplar Springs Church.
Lee a en effet retiré des forces de ce flanc pour la contre-attaque contre le fort Harrison (y compris la division légère sous les ordres de major général Cadmus M. Wilcox), aussi Warren est en marche contre le corps amoindri du lieutenant général. A. P. Hill. Vers 13 heures, le brigadier général Charles Griffin Church. Griffin capture rapidement le fort Archer à l’extrémité du flanc confédéré et la ligne de Squirrel Level cède et reflue si vite que le nombre de prisonniers capturés est minime. Warren stoppe l'attaque pour fortifier la nouvelle position et n'avance pas trop loin devant le IXe corps. L'attaque de l'Union force Lee à rappeler la division légère pendant sa marche vers le fort Harrison. Le IXe corps sous les ordres du major général John G. Parke se déplace sur la gauche de Warren mais n'a pas de lien effectif avec le flanc du Ve corps. Le major général Henry Heth s'apprête à monter une contre-attaque, qui est lancée vers 16 heures 30 et met en déroute le IXe corps et contraint l'une de ses brigades à se rendre. Warren, qui a d'abord craint une contre-attaque, aide maintenant à rallier les unités du IXe corps brisé et stoppe l'attaque de Heth et les combats cessent. Heth tente une autre attaque de flanc le lendemain, qui est repoussée lors de la bataille de Vaughan Road, une attaque de cavalerie sous les ordres du major général Wade Hampton. Le 2 octobre, la position de l'Union est renforcée par la division du brigadier général Gershom Mott du IIe corps. Mott est le fer de lance d'une attaque de l'Union de ce jour-là, qui a pour objectif la Boydton Plank Road. L'attaque s'empare facilement du fort McRae, mais est stoppée avant d'atteindre le Boydton Plank Road.

## Conséquences
Les défenseurs confédérés perdent les ouvrages sur les deux côtés de leurs lignes. L'armée de l'Union étend le siège lignes au-delà de la région de Peebles's Farm, approchant au plus près de leur objectif ultime de la Boydton Plank Road. L'armée de l'Union est fermement retranchée dans la région et, plus tard dans le mois, le IIe corps fera une tentative de couper la Boydton Plank Road.